# Rambong Payong (Sawang)
Rambong Payong is een bestuurslaag in het regentschap Aceh Utara van de provincie Atjeh, Indonesië. Rambong Payong telt 336 inwoners (volkstelling 2010).